# CABI

Logo

CABI (Centre for Agriculture and Bioscience International, früher Commonwealth Agricultural Bureaux, CAB), ist eine gemeinnützige zwischenstaatliche Entwicklungs- und Informationsorganisation, die sich in erster Linie mit Agrar- und Umweltfragen in den Entwicklungsländern sowie mit der Schaffung, Aufbereitung und Verbreitung wissenschaftlicher Erkenntnisse befasst.
CABI wurde 1910 gegründet und zählt heute 49 Mitgliedstaaten. Das Schweizer Parlament beschloss den Beitritt der Schweiz im Jahr 2000.

## Standorte
CABI verfügt über Standorte in Europa (Schweiz (Delémont), Großbritannien (Egham und Wallingford)), Afrika (Ghana, Kenia, Sambia), Asien (China, Indien, Malaysia, Pakistan) und Amerika (Brasilien, Trinidad und Tobago, USA).

## Finanzierung
Laut CABI stammen nur 3 % seiner Einnahmen aus der Basisfinanzierung. Seine Forschung wird primär durch Einnahmen von seinen Projekt-Auftraggebern und durch seine Publikationstätigkeit finanziert. Finanzielle Unterstützung von Mitgliedsländern erhält es u. a. vom Foreign, Commonwealth and Development Office (Großbritannien), vom Chinesischen Ministerium für Landwirtschaft und ländliche Angelegenheiten, vom Australian Centre for International Agricultural Research, von Agriculture and Agri-Food Canada, von der Generaldirektion für internationale Zusammenarbeit (Niederlande) und von der Direktion für Entwicklung und Zusammenarbeit (Schweiz).